# 微毛樱桃
微毛樱桃（学名：Cerasus clarofolia）为蔷薇科樱属的植物，是中国的特有植物。分布在中国大陆的四川、贵州、山西、陕西、云南、河北、湖北、甘肃等地，生长于海拔800米至3,600米的地区，一般生长在山坡林中及灌丛中，目前尚未由人工引种栽培。

## 别名
微毛野樱桃（经济植物手册） 西南樱桃（湖北植物志）

## 异名
- Prunus clarofolia Schneid.